# 26. октобар
26. октобар (26.10.) је 299. дан у години по грегоријанском календару (300. у преступној години). До краја године има још 66 дана.

## Догађаји
- 1377 — Босански бан Твртко Котроманић се крунисао са краља.
- 1596 — Османска војска султана Мехамеда III је поразила аустријске трупе надвојводе Максимилијана у бици код Керестеца.
- 1861 — У Франкфурту је приказан рад првог уређаја за пренос говора, који је његов конструктор Јохан Филип Реис назвао телефон. Као проналазач првог употребљивог телефона (1876) сматра се Американац Александар Грејам Бел.
- 1863 — 
  - У Лондону је формиран Фудбалски савез Енглеске, најстарији фудбалски савез на свету.
  - У Женеви је почела четвородневна међународна конференција 14 земаља на којој је основан Црвени крст и објављени принципи који су 1864. послужили као основа за усвајање Женевске конвенције о заштити жртава рата.
- 1881 — Представници закона предвођени Вајатом Ерпом су поразили банду Ајка Клентона у обрачуну код О. К. корала у Тумстоуну.
- 1896 — Потписан је споразум у Адис Абеби којим је успостављен мир између Италије и Абисиније.
- 1905 — 
  - Шведска је по споразуму у Карлштаду признала независност Норвешке са краљем Хоконом VII.
  - Током Прве руске револуције (1905—07), радници су у Петрограду основали први Совјет (радничку скупштину).
- 1911 — У Кини је укинута монархија и проглашена република са Суеном Јатсеном као привременим председником.
- 1917 — Бразил је објавио рат Немачкој у Првом светском рату.
- 1954 — Одступањем последњег британског управитеља Зоне А, Слободна Територија Трста је службено подељена између Италије и СФР Југославије.
- 1955 — Генерал Нго Дин Зјем прогласио је Републику Вијетнам у јужном Вијетнаму, а себе председником и завео диктаторски режим. Убијен је у војном удару у новембру 1963.
- 1955 — Парламент Аустрије прихватио је, дан после одласка последњих савезничких окупационих војника, Државни уговор којим се обавезала на сталну неутралности земље.
- 1961 — Нобелову награду за књижевност добио је српски књижевник Иво Андрић и постао први Србин добитник те престижне светске награде.
- 1972 — У кампањи Савеза комуниста Југославије против „анархолиберала“ смењени су највиши функционери Савеза комуниста Србије Марко Никезић и Латинка Перовић. Након тога смењени су и функционери у државном апарату и привредни руководиоци који су се залагали за либерализацију и модернизацију друштва.
- 1976 — Генерална скупштина УН је једногласно осудила апартхејд и позвала владе земаља чланица да забране све контакте са Транскејом, која је самопрокламовала независност са белом мањином на челу.
- 1986 — Почиње шаховски турнир у Тилбургу, Холандија.
- 1994 — Израел и Јордан потписали су споразум, којим је после 46 година формално окончано ратно стање двеју суседних земаља.
- 1998 — Председници Перуа и Еквадора потписали су формалну декларацију којом је решен погранични спор двеју јужноамеричких земаља настао почетком 19. века, због којег су више пута ратовале.
- 1999 — Савет безбедности УН одобрио је упућивање међународних мировних снага, 11.000 војника и полицајаца, у Источни Тимор.
- 2000 — На састанку у Букурешту СР Југославија је постала пуноправни члан Пакта стабилности за југоисточну Европу.
- 2001 — 
  - Београдски суд осудио је Добросава Гаврића на 20 година затвора због убиства Жељка Ражнатовића Аркана и још две особе у хотелу „Интерконтинентал“ у Београду 15. јануара 2001.
  - Амерички председник Џорџ Буш млађи је потписао Патриотски закон, чиме је значајно повећана надлежност америчких служби у борби против тероризма.
- 2002 — У акцији ослобађања око 800 талаца, које су чеченски терористи држали три дана у једном московском позоришту, страдало је 128 особа, а свих 50 терориста је ликвидирано.

## Рођења
- 1431 — Еркол I од Есте, италијански војвода. (прем. 1505)
- 1684 — Курт Шверин, пруски фелдмаршал. (прем. 1757)
- 1685 — Ђузепе Доменико Скарлати, италијански композитор. (прем. 1757)
- 1759 — Жорж Жак Дантон, један од вођа Француске револуције. (прем. 1794)
- 1800 — Хелмут фон Молтке Старији, немачки фелдмаршал. (прем. 1891)
- 1802 — Мигел I од Португалије, краљ Португалије. (прем. 1866)
- 1846 — Борислав Тодоровић, творац првог средњошколског програма хемије у Србији. (прем. 1925)
- 1849 — Фердинанд Георг Фробенијус, немачки математичар. (прем. 1917)
- 1854 — Ксавер Шандор Ђалски, хрватски књижевник. (прем. 1935)[1]
- 1880 — Андреј Бели, руски књижевник. (прем. 1934)
- 1881 — Луј Бастјен, француски бициклиста и мачевалац. (прем. 1963)
- 1883 — Пол Пилгрим, амерички спортиста. (прем. 1958)
- 1884 — Вилијам Хогенсон, амерички атлетичар. (прем. 1965)
- 1893 — Милош Црњански, српски књижевник. (прем. 1977)
- 1911 — Махалија Џексон, америчка певачица. (прем. 1972)
- 1912 — Дон Сигел, амерички режисер и продуцент. (прем. 1991)
- 1916 — Франсоа Митеран, француски политичар. (прем. 1996)
- 1919 — Мохамед Реза Пахлави, последњи ирански шах. (прем. 1980)
- 1934 — Милић од Мачве, сликар и књижевник. (прем. 2000)
- 1941 — Коста Чавошки, српски правник и професор.[2]
- 1942 — Боб Хоскинс, британски глумац. (прем. 2014)
- 1942 — Зденко Руњић, хрватски композитор. (прем. 2004)
- 1947 — Хилари Клинтон, америчка политичарка и правница.
- 1949 — Зоран Славнић, српски кошаркаш и кошаркашки тренер.
- 1952 — Лазар Ристовски, српски глумац, редитељ, продуцент и писац.
- 1956 — Рита Вилсон, америчка глумица, продуценткиња и музичарка.
- 1958 — Ксенија Јанковић, српско-руска виолончелисткиња.
- 1959 — Ево Моралес, боливијски политичар.
- 1961 — Ухуру Кенијата, кенијски политичар.
- 1964 — Свен Фет, немачки ди-џеј и музички продуцент.
- 1966 — Златко Далић, хрватски фудбалер и фудбалски тренер.
- 1968 — Јосип Вранковић, хрватски кошаркаш и кошаркашки тренер.
- 1968 — Роберт Јарни, хрватски фудбалер и фудбалски тренер.
- 1971 — Роузмари Девит, америчка глумица.
- 1973 — Сет Макфарлан, амерички глумац, аниматор, режисер и музичар.
- 1980 — Кристијан Киву, румунски фудбалер.
- 1980 — Ник Колисон, амерички кошаркаш.
- 1984 — Саша Коен, америчка клизачица.
- 1984 — Џеферсон Фарфан, перуански фудбалер.
- 1985 — Андреа Барњани, италијански кошаркаш.
- 1985 — Монта Елис, амерички кошаркаш.
- 1985 — Киран Рид, новозеландски рагбиста.
- 1986 — Уве Генсхајмер, немачки рукометаш.
- 1986 — Џејмс Гист, амерички кошаркаш.
- 1988 — Александра Бурсаћ, српска певачица.
- 1994 — Владимир Јововић, српски фудбалер.
- 1996 — Данило Пантић, српски фудбалер.

## Смрти
- 899 — Алфред Велики, енглески краљ. (рођ. 849)
- 1440 — Жил де Ре, француски витез. (рођ. 1404)
- 1764 — Вилијам Хогарт, енглески сликар и графичар. (рођ. 1697)
- 1890 — Карло Колоди, италијански књижевник. (рођ. 1826)
- 1932 — Маргарет Браун, америчка хуманисткиња и активиста. (рођ. 1867)
- 1950 — Даница Бандић, српска учитељица, ауторка драма и дечије књижевности. (рођ. 1871)[3]
- 1952 — Хати Макданијел, америчка глумица. (рођ. 1895)
- 1957 — Герти Кори, америчка биохемичарка и добитница Нобелове награде за физиологију (рођ. 1896)
- 1972 — Игор Иванович Сикорски, руски конструктор авиона и хеликоптера. (рођ. 1889)
- 1973 — Семјон Буђони, совјетски војни командант. (рођ. 1973)
- 1979 — Парк Чунг Хи, корејски политичар. (рођ. 1917)
- 1995 — Фати Шкаки, вођа палестинске терористичке исламске организације „Исламски џихад“. (рођ. 1957)
- 2002 — Никола Чобељић, економиста, професор Економског факултета у Београду (рођ. 1912)